# Rainier I de Mònaco
Rainier I (en italià "Rainieri") de Mònaco fou el primer sobirà Grimaldi de l'àrea coneguda com a Mònaco.
Va néixer probablement l'any 1267 a Gènova i va morir al Regne de Nàpols l'any 1309 amb 42 anys. Era el gran dels tres fills de Lanfranco Grimaldi, per tant, el successor a la dinastia. La seva mare era Aurelia del Caretto (ella després de quedar-se vídua es va casar amb el cosí llunyà de Rainier, Francesco Grimaldi).
Rainier Grimaldi, juntament amb Francesco, van assaltar la Roca de Mònaco on s'hi trobava el castell, i s'hi van establir. Francesco fou el primer Senyor de Mònaco i, quan ell morí, Rainier en fou el successor. Tanmateix, al 1304 fou nomenat Almirall de França i, també, temps més tard, Senyor de Cagnes i Baró de Sant Demetri (a Calàbria). Rainier retingué la ciutadella de Mònaco durant quatre anys abans de sortir-ne el 10 d'abril de 1301.
Rainier es va casar dos cops. El primer, amb Salvatica, filla de Giacomo del Carretto, Marquès de Finale, amb qui va tenir quatre fills: Vinciguerra, que es va casar amb Constanza Ruffa; Carlo I el Gran, l'hereu al tro patern; Selvaggia, que es va casar amb Gabriele Vento; i Luciano, Senyor de Villafranca, casat per primer cop amb Tedise Cybo i, posteriorment, amb Caterina Caracciolo. El segon matrimoni fou amb Andriola Grillo, que no tingueren fills.